# Desa Paseyan (administrativ by i Indonesien, lat -7,18, long 113,25)
Desa Paseyan är en administrativ by i Indonesien.   Den ligger i provinsen Jawa Timur, i den västra delen av landet, 700 km öster om huvudstaden Jakarta. Desa Paseyan ligger på ön Madura.